# Adolfo Menezes
 Adolfo Emanuel Monteiro de Menezes  (Campo Formoso, 4 de novembro de 1958), mais conhecido como  Adolfo Menezes , é um político brasileiro. Foi vereador da cidade de Campo Formoso por dois mandatos e prefeito da cidade de 2013 até 2016. Atualmente exerce seu terceiro mandato como deputado estadual pelo estado da Bahia. 
Nas eleições de 2018, foi candidato a deputado estadual pelo PSD e foi eleito com 80.817 votos. 

## Desempenho em eleições
| Ano  | Eleição                    | Coligação                                         | Partido | Candidato a       | Votos        | Votos em Campo Formoso | Resultado  |
| ---- | -------------------------- | ------------------------------------------------- | ------- | ----------------- | ------------ | ---------------------- | ---------- |
| 1992 | Municipal de Campo Formoso |                                                   | PTB     | Vereador          | —            |                        | Eleito     |
| 1996 | Municipal de Campo Formoso |                                                   | PTB     | Vereador          | —            |                        | Eleito     |
| 2000 | Municipal de Campo Formoso | PTB, PL, PMN, PSDB, PPB                           | PTB     | Prefeito          | —            | 12.227 (2º)            | Não eleito |
| 2002 | Estadual da Bahia          | PST, PTN                                          | PST     | Deputado Estadual | 22.409       |                        | Não eleito |
| 2006 | Estadual da Bahia          |                                                   | PRP     | Deputado Estadual | 31.817 (51°) | 14.817 (1°)            | Eleito     |
| 2008 | Municipal de Campo Formoso |                                                   | PRP     | Vice-prefeito     | —            | 14.529                 | Não eleito |
| 2010 | Estadual da Bahia          |                                                   | PRP     | Deputado Estadual | 52.255 (29°) | 17.184 (1°)            | Eleito     |
| 2012 | Municipal de Campo Formoso | PSD, PTB, PSB, PV, PCdoB                          | PSD     | Prefeito          | —            | 19.234 (1º)            | Eleito     |
| 2014 | Estadual da Bahia          | PP, PDT, PT, PTB, PR, PSD                         | PSD     | Deputado Estadual | 70.819 (18°) | 21.909 (1°)            | Eleito     |
| 2018 | Estadual da Bahia          | PT, PMB, PSD, PR, PDT, PODE, PRP, PP, PSB, Avante | PSD     | Deputado Estadual | 80.817 (6°)  | 25.516 (1°)            | Eleito     |